# Джон Франсіс Сайтс
Джон Франсіс Сайтс (англ. John Francis Seitz | dʒɒn ˈfrɑːnsɪs ˈsaɪts |; 23 червня 1892 — 27 лютого 1979) — американський кінематографіст і винахідник.
Він був номінований на сім нагород Американської академії кіномистецтв.

## Кар'єра
Його голлівудська кар'єра почалася в 1909 році лаборантом на кіностудії Essanay Film Manufacturing Company в Чикаго.
У 1916 році під час епохи німого кіно, він зарекомендував себе і досяг великих успіхів у співпраці з Рудольфом Валентіно, під час створення фільму Чотири вершники Апокаліпсису (1921).
Високо цінується його робота з режисером Біллі Вайлдером, (Подвійна страховка, Втрачений вікенд, і Бульвар Сансет), за яку він був тричі номінований на премію «Оскар». Всього за свою кар'єру він отримав сім номінацій на «Оскар» за найкращу операторську роботу.
В 1929 році він займав посаду президента Американського товариства кінематографістів протягом року, і був його членом з 1923 року. Сайц вийшов у відставку в 1960 році і присвятив себе фотографічним винаходам, за які він отримав 18 патентів.

## Вибрана фільмографія
- 1921 : Невідкриті моря / Uncharted Seas
- 1921 : Чарівна сила / The Conquering Power
- 1922 : Полонений Зенди / The Prisoner of Zenda
- 1923 : Скарамуш / Scaramouche
- 1926 : Наше море / Mare Nostrum
- 1928 : Через Сінгапур / Across to Singapore
- 1928 : Патсі / The Patsy
- 1929 : Божественна леді / The Divine Lady
- 1931 : Іст Лінн / East Lynne
- 1935 : Кучерява / Curly Top
- 1936 : Бідна, маленька багата дівчинка / Poor Little Rich Girl
- 1938 : З однієї стайні Stablemates
- 1939 : Сержант Мадден / Sergeant Madden
- 1941 : Мандри Саллівана / Sullivan's Travels
- 1942 : Зброя для найму / This Gun for Hire
- 1950 : Бульвар Сансет / Sunset Blvd.
- 1951 : Коли світи зіштовхнуться / When Worlds Collide